# ФК Васко да Гама
Фудбалски клуб Васко да Гама (порт. Club de Regatas Vasco da Gama), познат и само као Васко, (назван по познатом истоименом португалском истраживачу) је бразилски спортски клуб из Рио де Жанеира, основан 21. августа 1898. године.